# Беллфлавер (Каліфорнія)
Беллфлавер (англ. Bellflower) — місто (англ. city) в США, в окрузі Лос-Анджелес штату Каліфорнія. Передмістя Лос-Анджелеса, отримало статус міста 3 вересня 1957 року. Населення — 79 190 осіб (2020).
Свою назву (укр. дзвіночок) місто отримало завдяки не однойменній квітці, а на честь яблук сорту bellefleur, які вирощували в місцевих садах на початку XX століття.
Населений пункт спочатку ряснів молочними фермами вихідців з Голландії, Японії та Португалії. Беллфлавер (поряд з Артіжею та Серрітосом) є одним з найбільш етнічно та лінгвістично неоднорідних міст округу.

## Географія
Беллфлавер розташований за координатами 33°53′16″ пн. ш. 118°7′38″ зх. д. / 33.88778° пн. ш. 118.12722° зх. д. (33.887821, -118.127250). За даними Бюро перепису населення США в 2010 році місто мало площу 15,98 км², з яких 15,84 км² — суходіл та 0,14 км² — водойми.

## Демографія
Згідно з переписом 2010 року, у місті мешкало 76 616 осіб у 23 651 домогосподарстві у складі 17 769 родин. Густота населення становила 4794 особи/км². Було 24897 помешкань (1558/км²).
Расовий склад населення:
| - 42,2 % — білих - 14,0 % — чорних або афроамериканців - 11,6 % — азіатів - 1,0 % — корінних американців - 0,8 % — вихідців з тихоокеанських островів - 25,8 % — осіб інших рас |

До двох чи більше рас належало 4,7 %. Частка іспаномовних становила 52,3 % від усіх жителів.
За віковим діапазоном населення розподілялося таким чином: 28,4 % — особи молодші 18 років, 63,0 % — особи у віці 18—64 років, 8,6 % — особи у віці 65 років та старші. Медіана віку мешканця становила 31,9 року. На 100 осіб жіночої статі у місті припадало 94,4 чоловіків; на 100 жінок у віці від 18 років та старших — 90,6 чоловіків також старших 18 років.
Середній дохід на одне домашнє господарство становив 63 703 долари США (медіана — 48 823), а середній дохід на одну сім'ю — 67 973 долари (медіана — 53 081). Медіана доходів становила 40 339 доларів для чоловіків та 36 253 долари для жінок. За межею бідності перебувало 17,9 % осіб, у тому числі 24,3 % дітей у віці до 18 років та 15,2 % осіб у віці 65 років та старших.
Цивільне працевлаштоване населення становило 33 036 осіб. Основні галузі зайнятості: освіта, охорона здоров'я та соціальна допомога — 23,0 %, виробництво — 12,6 %, роздрібна торгівля — 10,7 %, науковці, спеціалісти, менеджери — 9,6 %.

## Знамениті уродженці
- Малкольм Девід Келлі[5] — актор, відомий за роллю Волтера Ллойда в серіалі «Загублені».

## Цікавинки
Тут відбувається дія епізоду «Альфа» культового серіалу «Цілком таємно».